# CVB International Challenge
Die Camsing Global CVB Snooker Challenge war ein Einladungsturnier für zwei Snooker-Mannschaften (CVB = China versus Britain), das am 28. und 29. Juli 2017 im Nanshan Culture & Sports Centre in der chinesischen Stadt Shenzhen stattfand. Sieger wurde das britische Team, das China mit 26:9 Frames schlug.
Im August 2018 gab Barry Hearn bekannt, dass die CVB international Challenge vom 23-25 November 2018 veranstaltet werden soll. Wegen Logistischen Problemen des Veranstalter wurden sie verschoben und dann abgesagt. So blieb diese Austragung die einzige im Profisnooker. 

## Turnierformat
- Das Turnier bestand aus einer chinesischen und einer britischen Mannschaft mit jeweils 5 Spielern.
- Insgesamt wurden 10 Spiele mit insgesamt 35 Frames gespielt, davon 19 Frames im Einzel und 16 Frames im Doppel.
- Die 5 Doppelbegegnungen wurden im Modus Scotch Doubles gespielt, das heißt, es wurde nach jedem Stoß innerhalb des Teams gewechselt.

## Preisgeld
- Sieger: 80.000 £
- 2. Platz: 40.000 £

## Mannschaften
Eingeladen wurden 10 Profis, die bis auf Zhao Xintong aus der oberen Hälfte der Weltrangliste stammten:
| Nation         | Spieler 1         | Spieler 2     | Spieler 3    | Spieler 4   | Spieler 5    |
| -------------- | ----------------- | ------------- | ------------ | ----------- | ------------ |
| China          | Ding Junhui       | Liang Wenbo   | Zhou Yuelong | Yan Bingtao | Zhao Xintong |
| Großbritannien | Ronnie O’Sullivan | Mark Williams | Graeme Dott  | Joe Perry   | Michael Holt |

## Ergebnisse
Die 10 Begegnungen wurden von 4 verschiedenen Referees geleitet. Unter ihnen waren zwei chinesische Schiedsrichter mit Endspielerfahrung: Deng Shihao hatte das Finale des Shanghai Masters 2014 geleitet, Zheng Weili das Finale des World Cup 2011.

### 28. Juli 2017
| Zhao Xintong               | 1:2 | Mark Williams              |
| Liang Wenbo                | 0:3 | Mark Williams              |
| Zhou Yuelong / Yan Bingtao | 2:0 | Graeme Dott / Michael Holt |
| Yan Bingtao / Zhao Xintong | 0:2 | Joe Perry / Michael Holt   |
| Ding Junhui                | 1:6 | Ronnie O’Sullivan          |

### 29. Juli 2017
| Zhou Yuelong / Zhao Xintong | 1:2 | Graeme Dott / Joe Perry           |
| Yan Bingtao                 | 1:2 | Michael Holt                      |
| Ding Junhui / Liang Wenbo   | 0:2 | Graeme Dott / Joe Perry           |
| Zhou Yuelong                | 0:3 | Ronnie O’Sullivan                 |
| Ding Junhui / Liang Wenbo   | 3:4 | Ronnie O’Sullivan / Mark Williams |

### Endergebnis
China 9:26  Großbritannien

## Century-Breaks
- 135 – Graeme Dott / Joe Perry (Doppel)
- 131 – Ronnie O’Sullivan / Mark Williams (Doppel)
- 102 – Michael Holt